# Ammophila sabulosa
Ammophila sabulosa là một loài côn trùng cánh màng trong họ Sphecidae, thuộc chi Ammophila. Loài này được Linnaeus mô tả khoa học đầu tiên năm 1758.
Ammophila sabulosa có kích thước dài 15–25 mm, và nổi bật với một "vòng eo" rất dài và hẹp có hai đoạn.

## Hình ảnh

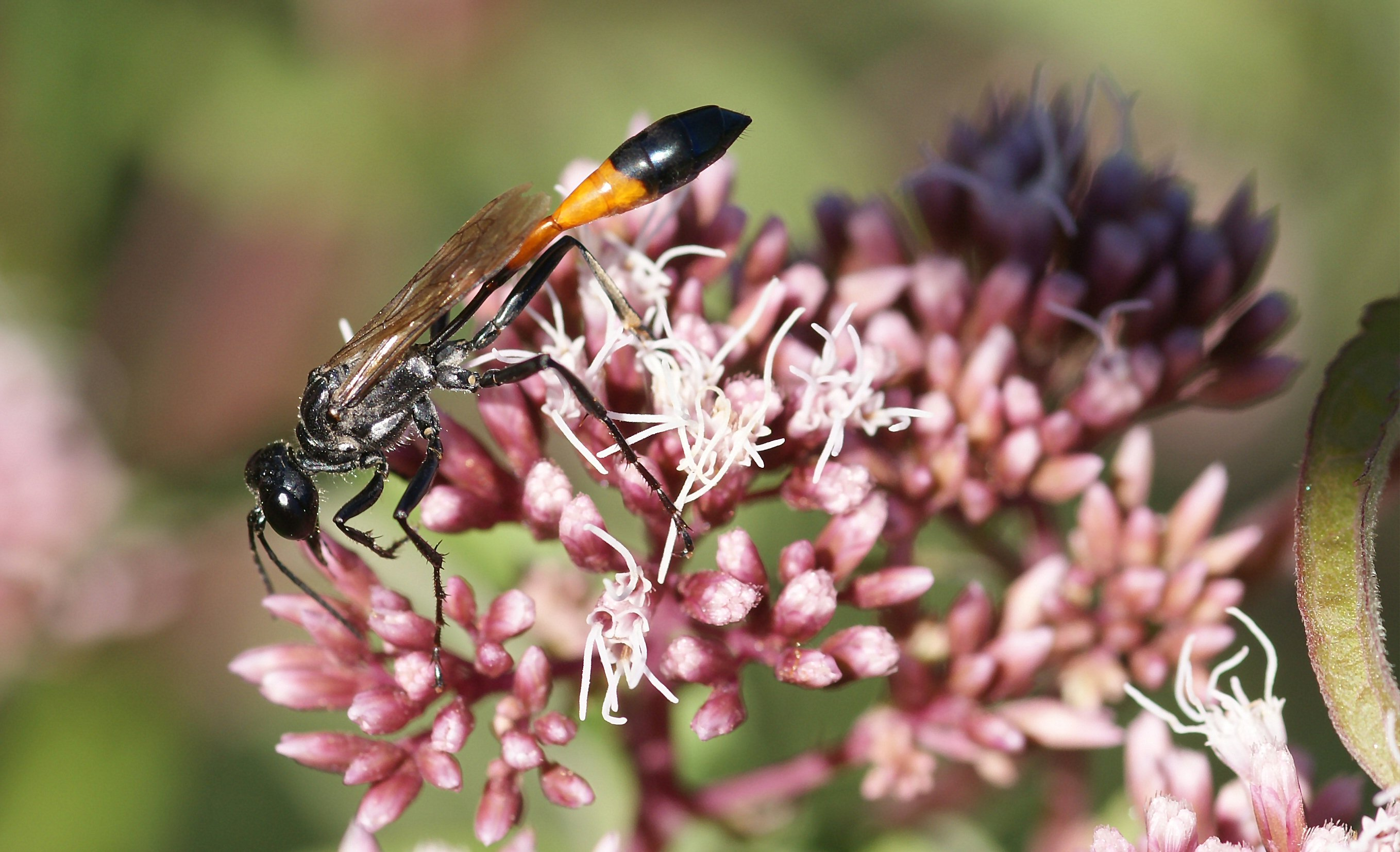
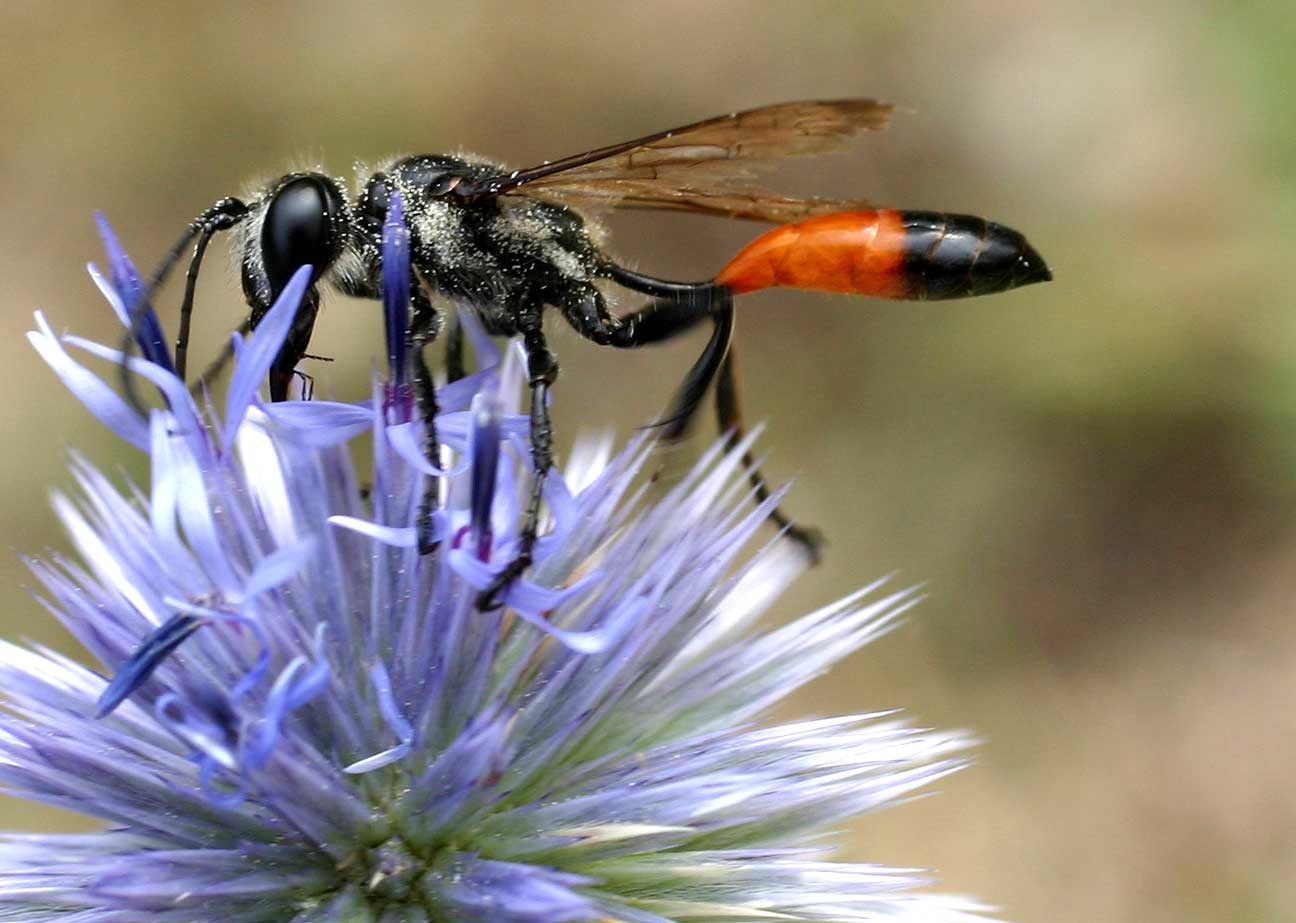
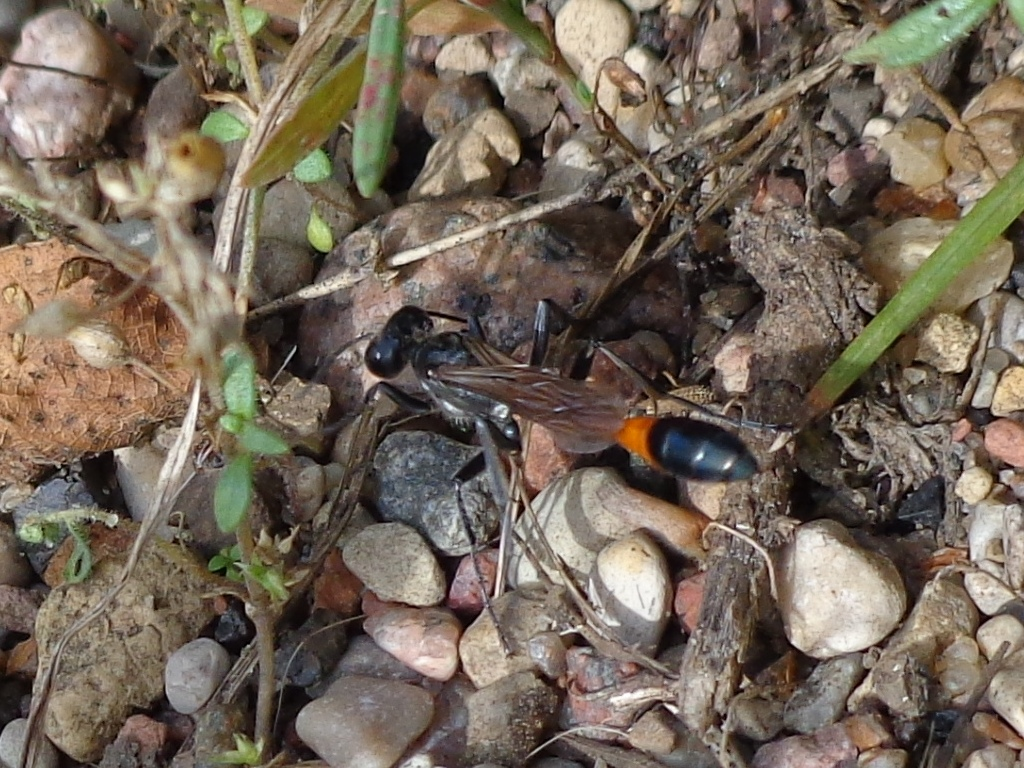